# Jacques des Bermudes
Jacques Bermudez . Il est l'auteur de plusieurs citations et utilisa aussi le pseudonyme de Jacques des Bermudes.
On sait aussi qu'il fut Première Classe, envoyé au camp de prisonniers de Boghari, lors de la Guerre d'Algérie.